# Cantón Montecristi
Cantón Montecristi är en kanton i Ecuador.   Den ligger i provinsen Manabí, i den västra delen av landet, 260 km väster om huvudstaden Quito.